# Jordi Bitter
Jordi Bitter (Amsterdam, 19 januari 1994) is een Nederlandse voormalig profvoetballer die doorgaans als aanvaller speelde.

## Clubcarrière

### Jeugd
Bitter begon op zijn zesde met voetballen bij DCG. Na een tijd te hebben gespeeld bij SV DTS maakte Bitter in 2006 de overstap naar de jeugdopleiding van AZ. Hij doorliep in Alkmaar de OSG Willem Blaeu. In 2008 verruilde Bitter AZ voor HFC Haarlem waarna hij in 2010 in de jeugdopleiding van AFC Ajax ging spelen.

### AFC Ajax
Gedurende het seizoen 2013/14 behoort Bitter tot de selectie van Jong Ajax, uitkomend in de Jupiler League. Bitter debuteerde voor Jong Ajax op 28 oktober 2013 in de Jupiler League tegen FC Dordrecht (4-0 verlies). Hij viel na 72 minuten in voor Tobias Sana. Na afloop van de laatste training van Jong Ajax op 16 mei 2014 meldde Ajax via de officiële website dat Jordi Bitter zal vertrekken bij Ajax, wat betekent dat zijn aflopende contract niet zal worden verlengd.

### Almere City FC
Op 20 mei 2014 maakte Almere City FC bekend dat Jordi Bitter transfervrij over zal komen van Ajax. Hij kwam in het seizoen 2014/15 vanwege blessures echter niet in actie.

### Amateurvoetbal
Van 2015 tot 2018 speelde Bitter voor SV DTS waarmee hij in kampioen werd in de vierde klasse en naar de derde klasse promoveerde. Hierna ging hij naar SV Spakenburg in de Tweede divisie. Vanaf het seizoen 2021/22 komt hij uit voor GVVV.
Op 21 mei 2023 tekende Bitter contract bij Ajax Zaterdag. 

## Carrière statistieken

### Beloften
| Seizoen | Club      | Land               | Competitie     | Competitie | Competitie |
| Seizoen | Club      | Land               | Competitie     | Wed.       | Dlp.       |
| ------- | --------- | ------------------ | -------------- | ---------- | ---------- |
| 2013/14 | Jong Ajax | Vlag van Nederland | Eerste divisie | 2          | 0          |
| Totaal  | Totaal    | Totaal             | Totaal         | 2          | 0          |

### Senioren
| Seizoen         | Club            | Land               | Competitie      | Competitie | Competitie | Beker | Beker | Internationaal | Internationaal | Overig | Overig | Totaal | Totaal |
| Seizoen         | Club            | Land               | Competitie      | Wed.       | Dlp.       | Wed.  | Dlp.  | Wed.           | Dlp.           | Wed.   | Dlp.   | Wed.   | Dlp.   |
| --------------- | --------------- | ------------------ | --------------- | ---------- | ---------- | ----- | ----- | -------------- | -------------- | ------ | ------ | ------ | ------ |
| 2014/15         | Almere City     | Vlag van Nederland | Eerste divisie  | 0          | 0          | 0     | 0     | —              | —              | —      | —      | 0      | 0      |
| Club totaal     | Club totaal     | Club totaal        | Club totaal     | 0          | 0          | 0     | 0     | 0              | 0              | 0      | 0      | 0      | 0      |
| Carrière totaal | Carrière totaal | Carrière totaal    | Carrière totaal | 0          | 0          | 0     | 0     | 0              | 0              | 0      | 0      | 0      | 0      |

## Interlandloopbaan
Bitter was Nederlands jeugdinternational. Hij speelde zeven wedstrijden voor het Nederlands voetbalelftal onder 17⁣, maar miste het door Nederland gewonnen  Europees kampioenschap voetbal mannen onder 17 - 2011 door een blessure. Hij nam wel deel aan het Wereldkampioenschap voetbal onder 17 - 2011, waar hij in twee wedstrijden speelde. Met het Nederlands politieteam nam hij deel aan het Europees kampioenschap 2018.